# Ram Vaswani
Ram Vaswani (Londen, 1970) is een Engels professioneel pokerspeler van Indiase afkomst. Hij won onder meer de $1.500 Limit Hold'em Shootout van de World Series of Poker (WSOP) 2007 (goed voor $217.438,- prijzengeld) en het €1.500 Irish Winter Tournament Main Event van de European Poker Tour (EPT) 2004 (goed voor $117.003,-). Hij was de eerste speler ooit die zich vier keer plaatste voor een finaletafel van de EPT.
Vaswani won tot en met januari 2024 meer dan $3.557.000,- in pokertoernooien (cashgames niet meegerekend).

## Wapenfeiten
Vaswani won in oktober 2004 zijn eerste EPT-titel en was drie maanden later dicht bij zijn tweede. In het DKr19.300 Main Event - No Limit Hold'em van de Scandinavian Open 2005 werd hij verliezend finalist, achter Noah Boeken. Op het €4.000 EPT No Limit Hold'em-toernooi van de EPT French Open 2006 bereikte Vaswani voor de derde keer een EPT-finaletafel. Ditmaal werd hij vijfde. Vervolgens werd hij achtste in de €10.000 EPT Grand Final - No Limit Hold'em van de EPT Grand Final 2007.
Vaswani won in juli 2007 zijn eerste WSOP-titel, maar viste verschillende keren daarvoor ook maar net achter het net. Zo werd hij op de World Series of Poker 2002 tweede in het $2.000 1/2 Hold'em - 1/2 7 Card Stud-toernooi, derde in het $2.000 Limit Hold'em-toernooi en negende in het $1.500 Limit Ace to Five Draw-toernooi. Ook op de World Series of Poker 2004 bereikte Vaswani drie finaletafels, maar geen titel. Hij werd daarop derde met $3.000 No-Limit Hold'em, vijfde met $3.000 Pot Limit Hold'em en zevende met $1.000 No-Limit Hold'em. Na het daadwerkelijk winnen van zijn eerste titel, eindigde hij ook nog een keer zevende in het $10.000 World Championship Omaha Hi/Lo Split van de World Series of Poker 2008 en vierde in het £10.000 No Limit Hold'em - High Roller Heads-Up-toernooi van de World Series of Poker Europe 2010.

## Titels
Tot de toernooien die Vaswani daadwerkelijk won, behoren buiten zijn EPT- en WSOP-overwinningen:
- het HFl 5.000 LIDO Tournament - No Limit Hold'em van de Master Classics of Poker 1999 ($130.934,-)
- het ATS 1.000 Pot Limit Holdem-toernooi van het Vienna Spring Festival 2000 ($12.102,-)
- de EPPA Superbowl van het Vienna Spring Festival 2000 ($21.029,-)
- het £ 500 Pot Limit 7 Card Stud-toernooi van de European Poker Classic 2000 ($34.324,-)
- het €5.000 European Holdem Championship van de Euro Finals of Poker 2002 ($92.232,-)
- het £1.000 Main Event - No Limit Hold'em-toernooi van March in the Midlands 2002 ($33.263,-)
- het $500 Pot Limit Omaha-toernooi van de Four Queens Poker Classic 2003 ($19.860,-)
- het £500 Pot Limit 7 Card Stud-toernooi van de European Poker Classics 2003 ($25.075,-)
- het £500 No Limit Holdem-toernooi van de Midland Masters 2003 ($37.990,-)
- het £150 Pot Limit Holdem-toernooi van Christmas Cracker 2003 ($26.258,-)
- het £150 Pot Limit Omaha-toernooi van Christmas Cracker 2003 ($19.875,-)
- de 888.com Poker Nations Cup Grand Final 2006 ($16.667,-)

## WSOP-titel
| Jaar                       | Toernooi                      | Prijs      |
| -------------------------- | ----------------------------- | ---------- |
| World Series of Poker 2007 | $1.500 Limit Hold'em Shootout | $217.438,- |